# أنا الغضب (فلم)
أنا الغضب (بالإنجليزية: I Am Wrath) هو فيلم حركة تم إنتاجه في الولايات المتحدة وصدر سنة 2016، من بطولة جون ترافولتا وكريستوفر ميلوني.

## القصة
خروج رجل عن القانون بعد فشل مجموعة من ضباط الشرطة المسؤولين عن التحقيق في قضية مقتل زوجته، فيحاول تنفيذ العدالة الخاصة به ضد من قام بتلك الجريمة وقتل زوجته.

## الميزانية والإيرادات
كلّف الفيلم 18 مليون دولار أمريكي وحقّق قرابة 2,523,177 دولارًا، حيث فشل في تحقيق أي مردود مالي كما كان يتوقّع له.

## وصلات خارجية
- مقالات تستعمل روابط فنية بلا صلة مع ويكي بيانات
- أنا الغضب على IMDb
- أنا الغضب على Rotten Tomatos
- أنا الغضب على AllMovie
- أنا الغضب على Metacritic